# Félix Sienra
Félix Fructuoso Sienra Castellanos (* 21. Januar 1916 in Montevideo; † 30. Januar 2023) war ein uruguayischer Segler und Sportfunktionär. Mit 107 Jahren und 9 Tagen war er der bis dahin älteste Olympiateilnehmer in der Geschichte.

## Werdegang
1948 nahm Félix Sienra als Segler an den Olympischen Spielen in London teil. In der Firefly-Bootsklasse belegte er Platz sechs unter 21 Teilnehmern.
40 Jahre später leitete er die uruguayische Mannschaft bei den Sommerspielen in Seoul als Chef de Mission. 
Beruflich war Sienra Direktor der Postverbandes von Amerika, Spanien und Portugal mit Hauptsitz in Montevideo.
Félix Sienra war Jurist von Beruf und engagierte sich für den Sport in seinem Heimatland. Von 1973 bis 1975 sowie von 2003 bis 2006 war er „Kommodore“ des  Yacht Club Uruguayo; zum 100-jährigen Bestehen des Vereins verfasste er dessen Chronik, und er arbeitete mit dem Panathlon Club Montevideo zusammen. Anlässlich seines 100. Geburtstags im Jahr 2016 ehrte ihn das Uruguayische Olympische Komitee, dessen Vizepräsident er einige Jahre lang war, mit der goldenen Ehrennadel. 2020 wurde er auf Vorschlag von Panathlon International mit einem World Fair Play Award des  International Fair Play Committee (CIFP) ausgezeichnet.
Am 11. März 2020 wurde Sienra nach dem Tod des finnischen Hürdenläufers Aarne Kainlauri zum ältesten lebenden Olympioniken. Sienra starb im Alter von 107 Jahren und 9 Tagen am 30. Januar 2023 und war der zu diesem Zeitpunkt älteste Olympiateilnehmer der Geschichte. Außerdem war er mutmaßlich der letzte lebende Augenzeuge des Endspiels der Fußball-Weltmeisterschaft 1930.